# Il Canzoniere Piceno Popularia
Il Canzoniere Piceno Popularia è un gruppo di musica popolare italiano, fondato ad Ascoli Piceno nella metà degli anni settanta da alcuni giovani appassionati provenienti da differenti esperienze musicali.

## Storia
Agli esordi il gruppo si è dedicato alla riproposizione di canti di protesta e di lotta, sia storici che dei vari autori di quegli anni (Ivan Della Mea, Paolo Pietrangeli, Gualtiero Bertelli, Fausto Amodei, Michele Straniero...).
Immediatamente dopo inizia un percorso di ricerca intorno alla musica, usi e costumi della tradizione popolare contadina della terra del Piceno, giungendo così a creare un vasto archivio di brani raccolti nelle campagne Picene dalla viva voce degli anziani portatori della tradizione.
Il repertorio così raccolto viene rielaborato e riproposto in vari spettacoli e si concretizza nel 1979 con la realizzazione del LP Pecorale maledetto (etichetta "GAS") entrato poi a far parte del patrimonio della Discoteca di Stato (Bibl; Colloc; Invent. 115.110142;132582). 
Sempre nel 1979 arriva il primo riconoscimento a livello nazionale con la partecipazione ad una rassegna nazionale di musica popolare al folkstudio di Roma, partecipazione che si ripeterà l'anno successivo. 
Nello stesso periodo il gruppo è anche ospite del programma radiofonico Quando la gente canta, condotto su Radio1 da Otello Profazio.
Nel frattempo il gruppo continua la realizzazione di spettacoli di musica popolare: Popularia nel 1978, La battaglia di Lepanto nel 1979 (che prende spunto della partecipazione di 150 abitanti di un paese montano dell'entroterra ascolano, Spelonga, allo scontro svoltosi nel 1571 nel golfo di Lepanto tra la flotta cristiana, guidata da Don Giovanni D'Austria con Marcantonio Colonna comandante dei pontifici, e quella Ottomana guidata da Mehemet Ali), Cecco Negromante nel 1980 (opera monografica dedicata a Francesco Stabili di Simeone detto Cecco d'Ascoli, poeta, medico, professore universitario e astrologo/astronomo, mandato al rogo dalla santa inquisizione nel 1327), Ulisse nel 1982.
Agli inizi degli anni '80, il gruppo inizia ad interessarsi della musica medievale e realizza lo spettacolo I Colori del Medioevo, con la regia di Berardo Zocaro, dove i brani musicali si intervallano con brani recitati dall'attrice Mariella Converti.
La ricerca nell'ambito della musica medievale prosegue con lo studio dell'opera dei Trovatori, dei Trovieri, delle Cantigas, dei Carmina Burana, delle musica e poesia Arabe.
L'alternanza tra musica popolare e musica medievale è presente anche nella partecipazione del gruppo al progetto "Tribù italiche" della casa editrice EDT di Torino, raccolta di 20 cd dedicati alla musica delle regioni italiane. Infatti, nel cd dedicato alle Marche sono presenti due brani del Canzoniere Piceno - Popularia: Fate largo a lu sonatore, brano della tradizione picena, e Como o nome da virgen tratto dalle Cantigas de Santa Maria.
Il gruppo è attualmente in attività e si dedica, come si può dedurre ascoltando le ultime produzioni, alla ricerca di nuove modalità di rielaborazioni musicali di brani tradizionali e medievali, componendo anche musiche originali per poesie di autori dialettali come Bice Piacentini o Giovanni Vespasiani.
Le ultime produzioni in ordine di tempo sono i cd Viaggio in terza classe,  Per terra e per mare e Hic sunt leones.
Attualmente il gruppo si avvale della collaborazione di Roberto Lucanero (fisarmonica, organetto diatonico, organo portativo) e di Luca Andrea Vittori (basso fretless).

## Formazione attuale
- Argeo Polloni - voce, chitarra, ghironda, ciaramella, Bouzouki, oud
- Franco Leonardi - batteria, doumbek, tamburello, tammorra, voce
- Giorgio Leonardi - chitarra, Bouzouki, cister, viella, chitarra battente, voce

## Discografia
- 1979 - Pecorale maledetto, GAS
- 1986 – I Carmina Burana, autoproduzione
- 1987 - Medievalia, autoproduzione
- 1989 – L'Acerba, il canto di un'eresia, autoproduzione
- 1990 - A chantar: omaggio a Beatriz contessa de Dia, autoproduzione
- 1991 – La pasquella, autoproduzione
- 1992 - Ulisse, autoproduzione
- 1993 – Cecco negromante, autoproduzione
- 1996 – Fate largo a lu sonatore, autoproduzione
- 1997 – La donna, la Madonna, i pellegrini, autoproduzione
- 2006 – Viaggio in terza classe, autoproduzione
- 2009 – Per terra e per mare, autoproduzione
- 2011 – Hic sunt leones, autoproduzione

## Compilation
- 2002 - Tribù italiche - Marche, EDT
- 2009 - Aie d'Italia, Galletti Boston
- 2011 - Uno straordinario raccolto, Galletti Boston